# Narodowa Socjalistyczna Organizacja Patriotyczna
Narodowa Socjalistyczna Organizacja Patriotyczna (gr. Εθνική Σοσιαλιστική Πατριωτική Οργάνωση, Ethniki Socialistiki Patriotiki Organosis, ESPO) – greckie faszystowskie i hitlerowskie ugrupowanie kolaboracyjne działające od 1941 r.
ESPO zostało utworzone w Atenach latem 1941 r. dzięki wsparciu niemieckich władz okupacyjnych. Działało na obszarze Grecji okupowanym przez Niemców. Na jego czele stanął dr Spyros Sterodimas. Jego program był ultranacjonalistyczny, agresywnie antysemicki i antykomunistyczny. Głównym zadaniem ESPO była pomoc Niemcom w rozprawieniu się z Żydami oraz walce z komunistami. Jedną z najgłośniejszych akcji antyżydowskich było splądrowanie ateńskiej synagogi przy ul. Melidoni przez młodzieżową sekcję organizacji. Członkowie ESPO służyli jako strażnicy w obozie Haïdari pod Atenami. S. Sterodimas w I poł. 1942 r. prowadził akcję rekrutacyjną wśród młodych Greków w celu sformowania greckiego legionu Waffen-SS. Zakończyła się niepowodzeniem z powodu wysadzenia w powietrze ateńskiej kwatery głównej ESPO, w dniu 22 września 1942 r. przez członków Panhelleńskiego Związku Walczącej Młodzieży (PEAN). W zamachu zginęły 72 osoby - 43 niemieckich oficerów i 29 greckich hitlerowców, wśród nich dr S. Sterodimas. W wyniku zamachu, ESPO przestało istnieć. Wydarzenie, które radiowe serwisy informacyjne z Moskwy i Londynu przedstawiały jako największy dotychczas akt sabotażu w okupowanej Europie.